# Россошанский уезд
Россошанский уезд — административно-территориальная единица в составе Воронежской губернии РСФСР, существовавшая в 1923—1928 годах. Уездный город — Россошь.

## Географическое положение
Уезд располагался на юге Воронежской губернии. Площадь уезда составляла в 1926 году — 8059 км².

## История
Россошанский уезд образован 4 января 1923 года в составе Воронежской губернии. В его состав вошли Харьковская и Шелякинская волости упразднённого Алексеевского уезда, Айдарская, Белогорская, Всесвятская, Гончаровская, Евстратовская, Караяшниковская, Лизиновская, Новокалитвянская, Ольховатская, Подгоренская, Ровенская, Россошанская, Сангуновская и Старокалитвянская волости Острогожского уезда.
30 июля 1928 года Воронежская губерния и все уезды были упразднены. На территории Россошанского уезда был образован Россошанский округ Центрально-Чернозёмной области. Одновременно город Россошь был передан в Россошанский район Россошанского округа Центрально-Чернозёмной области.

## Население
По итогам всесоюзной переписи населения 1926 года население уезда составило 326 277 человек, из них городское — 22 603 человек.

## Административное деление
При образовании в состав Россошанского уезда были включены 16 волостей:
- Айдарская,
- Белогорская,
- Всесвятская,
- Гончаровская,
- Евстратовская,
- Караяшниковская,
- Лизиновская,
- Новокалитвянская,
- Ольховатская,
- Подгоренская,
- Ровенская,
- Россошанская,
- Сагуновская,
- Старокалитвянская,
- Харьковская,
- Шелякинская.